# 第2回ノースカロライナ映画批評家協会賞
第2回ノースカロライナ映画批評家協会賞は2013年の映画を対象としており、2014年1月5日にノミネーションが発表された。なお、受賞者は同年1月12日に発表された。。

## ノミネート

### 作品賞
- 『それでも夜は明ける』
  - 『ゼロ・グラビティ』
  - 『アメリカン・ハッスル』
  - 『インサイド・ルーウィン・デイヴィス 名もなき男の歌』
  - 『ウルフ・オブ・ウォールストリート』

### 監督賞
- スティーヴ・マックイーン - 『それでも夜は明ける』
  - マーティン・スコセッシ - 『ウルフ・オブ・ウォールストリート』
  - アルフォンソ・キュアロン - 『ゼロ・グラビティ』
  - アレクサンダー・ペイン - 『ネブラスカ ふたつの心をつなぐ旅』
  - デヴィッド・O・ラッセル - 『アメリカン・ハッスル』

### 主演男優賞
- キウェテル・イジョフォー - 『それでも夜は明ける』
  - マシュー・マコノヒー - 『ダラス・バイヤーズクラブ』
  - レオナルド・ディカプリオ - 『ウルフ・オブ・ウォールストリート』
  - ロバート・レッドフォード - 『オール・イズ・ロスト 〜最後の手紙〜』
  - ブルース・ダーン - 『ネブラスカ ふたつの心をつなぐ旅』

### 主演女優賞
- ケイト・ブランシェット - 『ブルージャスミン』
  - アデル・エグザルホプロス - 『アデル、ブルーは熱い色』
  - エイミー・アダムス - 『アメリカン・ハッスル』
  - サンドラ・ブロック - 『ゼロ・グラビティ』
  - エマ・トンプソン - 『ウォルト・ディズニーの約束』

### 助演男優賞
- マイケル・ファスベンダー - 『それでも夜は明ける』
  - ジョナ・ヒル - 『ウルフ・オブ・ウォールストリート』
  - ジョン・グッドマン - 『インサイド・ルーウィン・デイヴィス 名もなき男の歌』
  - ジャレッド・レト - 『ダラス・バイヤーズクラブ』
  - バーカッド・アブディ - 『キャプテン・フィリップス』

### 助演女優賞
- ルピタ・ニョンゴ - 『それでも夜は明ける』
  - サラ・ポールソン - 『それでも夜は明ける』
  - スカーレット・ヨハンソン - 『her/世界でひとつの彼女』
  - ジューン・スキッブ - 『ネブラスカ ふたつの心をつなぐ旅』
  - ジュリア・ロバーツ - 『8月の家族たち』

### オリジナル脚本賞
- コーエン兄弟 - 『インサイド・ルーウィン・デイヴィス 名もなき男の歌』
  - ジェフ・ニコルズ - 『MUD -マッド-』
  - ボブ・ネルソン - 『ネブラスカ ふたつの心をつなぐ旅』
  - エリック・ウォーレン・シンガー、デヴィッド・O・ラッセル - 『アメリカン・ハッスル』
  - スパイク・ジョーンズ - 『her/世界でひとつの彼女』

### 脚色賞
- ジョン・リドリー - 『それでも夜は明ける』
  - フランソワ・オゾン - 『危険なプロット』
  - テレンス・ウィンター - 『ウルフ・オブ・ウォールストリート』
  - ジュリー・デルピー、イーサン・ホーク、リチャード・リンクレイター - 『ビフォア・ミッドナイト』
  - スコット・ノイスタッター、マイケル・Ｈ・ウェバー - The Spectacular Now

### 外国語映画賞
- 『偽りなき者』 デンマーク
  - 『シージャック』 デンマーク
  - 『ある過去の行方』 イラン
  - 『グレート・ビューティー/追憶のローマ』 イタリア
  - 『アデル、ブルーは熱い色』 フランス

### アニメ映画賞
- 『モンスターズユニバーシティ』
  - 『風立ちぬ』
  - 『クルードさんちのはじめての冒険』
  - 『アナと雪の女王』
  - 『怪盗グルーのミニオン危機一発』

### ドキュメンタリー映画賞
- 『物語る私たち』
  - Blackfish
  - 『アクト・オブ・キリング』
  - 『バックコーラスの歌姫たち』
  - 『黄金のメロディ マッスル・ショールズ』

### ター・ヒール賞
- 『プールサイド・デイズ』
  - 『死霊館』
  - All Is Bright
  - 『アイアンマン3』
  - 『ジャッカス/クソジジイのアメリカ横断チン道中』

## 参考
1. ↑  “2013 Awards Nominees”. 2014年1月6日閲覧。
2. ↑  “2013 Awards Winners”. 2014年1月13日閲覧。